# Óleo essencial de flor de cannabis

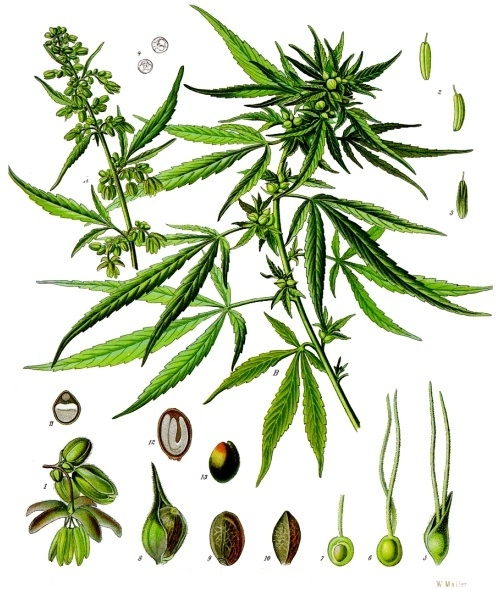
Planta de Cannabis

O óleo essencial de flor de cannabis, também conhecido como óleo essencial de cânhamo, é um óleo essencial obtido por destilação a vapor das flores, panículas (cacho de flores), caule e folhas superiores da planta de cânhamo (Cannabis sativa L.). O óleo essencial de cânhamo é diferente do  óleo de semente de cânhamo (óleo de cânhamo) e do óleo de haxixe: o primeiro é um óleo vegetal prensado a frio a partir das sementes de variedades de cânhamo com baixo teor de THC, enquanto o último é um extrato rico em THC de flores femininas secas de cânhamo (maconha) ou resina (haxixe).
O óleo essencial de flores de cannabis, um líquido amarelo claro, é um óleo volátil que é uma mistura de monoterpenos, sesquiterpenos e outros compostos terpenóides. O aroma típico do cânhamo resulta de cerca de 140 terpenoides diferentes. Além dos terpenos, existem vários outros compostos menores que podem influenciar drasticamente o aroma, como compostos voláteis de enxofre, ésteres e os compostos heterocíclicos indol e escatol. O óleo essencial é fabricado a partir de variedades de cânhamo com baixo teor de THC (“tipo fibra”) e alto teor de THC (“tipo droga”). Como a maioria dos fitocanabinóides é quase insolúvel em água, o óleo essencial de cânhamo contém apenas traços de canabinóides. Mesmo no cânhamo “tipo droga”, o teor de THC do óleo essencial não excede 0,08%. A maior parte do material é produzida no Canadá, bem como em cultivos de pequena escala na Suíça e na Alemanha.
O óleo essencial de cânhamo é usado como aroma em perfumes, cosméticos, sabonetes e velas. Também é usado como aromatizante em alimentos, principalmente doces e bebidas.

## Rendimento
O rendimento depende do tipo de cânhamo (droga, fibra), da polinização, do sexo, da idade, da parte da planta, do cultivo (interno, externo etc.), da época e condições de colheita, da secagem e do armazenamento. Por exemplo,a literatura relata que os botões frescos de uma variedade afegã produziram 0,29% de óleo essencial. A secagem e o armazenamento reduziram o conteúdo de 0,29% para 0,20% após uma semana e para 0,13% após três meses. Os monoterpenos apresentaram uma perda significativamente maior do que os sesquiterpenos, mas nenhum dos principais componentes desapareceu completamente no processo de secagem.
Cerca de 1,3 L de óleo essencial por tonelada resultou do cânhamo recém-colhido cultivado ao ar livre, o que corresponde a cerca de 10 L/ha. O rendimento do cânhamo não polinizado (“sinsemilla”) a 18 L/ha foi mais de duas vezes maior em comparação com o cânhamo polinizado (8 L/ha).

## Componentes
Sessenta e oito componentes foram detectados por cromatografia gasosa/espectrometria de massa por impacto de elétrons (GC/EIMS) e cromatografia gasosa/detector de ionização de chama (GC/FID) em óleo de botão fresco destilado de cânhamo de alta potência cultivado em ambiente interno. Os 57 constituintes identificados eram 92% monoterpenos, 7% sesquiterpenos e aproximadamente 1% de outros compostos (cetonas, ésteres). Os monoterpenos dominantes foram o mirceno (67%) e o limoneno (16%).
No óleo essencial de cânhamo cultivado ao ar livre, a concentração de monoterpenos variou entre 47,9 e 92,1% do conteúdo total de terpenoides. Os sesquiterpenos variaram de 5,2 a 48,6%. O monoterpeno mais abundante foi o β-mirceno, seguido pelo trans-cariofileno, α-pineno, trans-ocimeno e α-terpinoleno.
Outro relatório afirmou que havia 140 terpenoides, dominados por α-pineno e limoneno que, juntos, geralmente compreendem 75% dos voláteis da planta viva. No entanto, os óleos essenciais extraídos podem mudar de composição, e a planta viva, a planta seca e o óleo essencial podem ter odores bastante diferentes.
Mesmo no cânhamo “tipo droga”, o teor de THC do óleo essencial não era superior a 0,08%.
No óleo essencial de cinco cultivares diferentes de cânhamo europeu, os terpenos dominantes foram mirceno (21,1-35,0 %), α-pineno (7,2-14,6 %), α-terpinoleno (7,0-16,6 %), trans-cariofileno (12,2-18,9 %) e α-humuleno (6,1-8,7 %). As principais diferenças entre as cultivares foram encontradas nos teores de α-terpinoleno e α-pineno.
Outros terpenoides presentes apenas em traços são sabineno, α-terpineno, 1,8-cineol ( eucaliptol), pulegona, γ-terpineno, terpineol-4-ol, acetato de bornila, α-copaeno, aloaromadendreno, viridifloreno, β-bisaboleno, γ-cadineno, trans-β-farneceno, trans-nerolidol e β-bisabolol.
O principal alcano presente em um óleo essencial obtido por extração e destilação a vapor foi o alcano n-C29 nonacosano (55,8 e 10,7%, respectivamente).
| Composto                      | % do total |
| ----------------------------- | ---------- |
| Mirceno                       | 29,4–65,8  |
| α-pineno                      | 2,3-31,0   |
| β-pineno                      | 0.9–7.8    |
| Δ-3-careno [en]               | trace–3.5  |
| Limoneno                      | 0.2–6.9    |
| β-fellandreno [en]            | 0.2–0.6    |
| cis-ocimeno                   | trace–0.3  |
| trans-ocimeno                 | 0.3–10.2   |
| α-terpinoleno [en]            | trace–23.8 |
| α-bergamoteno [en]            | trace–0.8  |
| trans-cariofileno             | 3.8–37.5   |
| α-humuleno                    | 0.7–7.4    |
| β-farneceno                   | trace–1.4  |
| α-bergamoteno [en] β-Selinene | trace–0.5  |
| Selina-3,7(11)-dieno [en]     | trace–0.7  |
| Óxido de cariofileno          | trace–11.3 |
| Total monoterpenos            | 47.9–92.1  |
| Total sesquiterpenos          | 4.0–47.5   |

## Usos
Os vários terpenos da cannabis têm funções antifúngicas, antimicrobianas, antivirais e repelentes de insetos que podem ser comercialmente valiosas quando usadas externamente.
Os óleos essenciais de cannabis que não contêm canabinoides foram testados quanto aos efeitos no sistema nervoso central. Os monoterpenos e sesquiterpenos naturais das flores de cannabis têm efeitos relaxantes, sedativos e antidepressivos quando inalados. Sua aplicação na aromaterapia está aumentando, mas o alto preço do óleo natural (US$ 50 por mililitro) é um fator limitante.
Na Suíça e na Áustria, foram desenvolvidas variedades específicas com alto teor de óleo essencial, mas sem quantidades perceptíveis de canabinoides, com o objetivo de aromatizar produtos para bebidas. Para essas aplicações, são desejáveis óleos com altas porcentagens de monoterpenos (mas com baixa concentração de α-humuleno ou óxido de cariofileno).
Os terpenos usados em produtos de vaporização de THC, legais em algumas jurisdições nos Estados Unidos, não são terpenos de cannabis verdadeiros, mas sintéticos e racêmicos com possíveis riscos à saúde. Devido aos efeitos de promoção da saúde, o óleo natural de flor de cannabis sem THC é o ingrediente preferido no mercado legal europeu. Os aditivos não regulamentados nos produtos de vaporização dos EUA levaram a graves consequências para a saúde, inclusive resultados fatais.

## Links externos
- Hemp Essential Oil: Sweet Smell of Success (em inglês)